# かたわ少女
『かたわ少女』（かたわしょうじょ、Katawa Shoujo）は、Four Leaf Studiosによって開発された同人ゲーム、ビジュアルノベル。
キャラクターとして身体障害者が多数登場する点や、多言語への対応を特徴とする。

## 概要
英語圏向けの電子掲示板、「4chan」において本庄雷太（RAITA）が主宰する日本の同人サークル「絶対少女」の同人誌『Schuppen Harnische』のイラストページが投稿された。本庄雷太本人が「こんなエロゲーがあったらいいな」という主旨を述べたそのイラストを巡ってゲーム化案のネタが4chan内で持ち上がり、一定の盛り上がりを見せた。このネタはプロジェクトとして進行が進み、その中で特にアクティブだったメンバーが「Four Leaf Studios」なるワークグループを2007年夏に結成した。このプロジェクトの目標成果物が本作品である。2012年1月4日、完成版がリリースされた。
ゲームのエンジンとしては、MITライセンスのRen'Pyを使用している。
Act.1のみをプレイ可能な体験版と、全てのシナリオが収録された完全版がリリースされているが、ローカライズは基本的に有志のボランティアの手で行われている為、体験版の9ヶ国語と比較して完全版は対応言語が少なくなっている。2012年1月4日の完成版Ver1.0リリース以降、完成版は英語版を中心とする外国語版のみの状況が続いていたが、2015年4月1日に日本語版の完全版がリリースされた。なお、日本語版は性描写のCGが日本の表現規制に適合する形に修正が行われている。

## ストーリー
日本のどこかにあるとの設定の「山久（やまく）高校」が舞台。主人公の中井久夫はこれまで平凡な日常を送ってきたが、先天性の心臓疾患が発覚し長期間入院。その後、この高校に転校し他の登場人物である生徒たちと学校生活を送ることになる。なお、主要登場人物はほとんど身体障害者である。なお、山久高校は理学療法を主体とする24時間医療体制で障害児たちをサポートしながら、高校卒業相当の基礎学力を身につけさせ、大学進学や社会進出に導く事を目的とする特別支援学校という位置づけとなっている。

## 登場キャラクター

### 主要キャラクター
公式サイトの登場人物紹介で紹介されている者は、下記の11名である。
中井 久夫（なかい ひさお）
主人公。先天性心疾患(慢性不整脈及び心筋欠損症)を抱えていたが、家族はおろか、本人すらもその事実に気付いてはいなかった。プロローグにて初めて罹患の事実を知ると共に、生死の狭間をさまよう入院生活、そしてそれまでの人間関係をすべて断ち切られる形での山久高校への転校という苦難を経験することになる。趣味は入院中の暇つぶしから始めた読書であるが、発症前はサッカーを嗜んでいた。なお、著名な精神病理学者の中井久夫と同姓同名であるが、意図したものではなく、偶然の一致であったようである。
茨崎 笑美（いばらざき えみ）
事故により両脚の膝から下を切断する障害を負い、義足を着用しているツインテールの少女。低い身長に対するコンプレックスを有する（小学生体型である）ものの、現状に肯定的で陽気かつ楽天的な性格で、所属する陸上部でも指折りの高い運動能力（オスカー・ピストリウスと同じブレード型の義足を使用）を有している。バランスの取れた食事と適度な運動が大切であるという持論を持ち、友人であるナースの依頼を受ける形で、自らのトレーニングパートナーとして久夫を指名することになる。運動好きな性格が行きすぎて、しばしば校舎の廊下を走るため、他の生徒との衝突事故を起こしており、リリーや静音を悩ませている。この衝突癖が久夫との出会いでも重要な意味を持つことになる。なお、互いの欠落した身体機能を補い合えるためか、寮では琳と隣部屋になっており、私生活でも仲が良い。独り立ち、できる?という台詞が彼女の主要なテーマでもある。
池沢 華子（いけざわ はなこ）
幼少時に家屋の火災によって父を失う。その際に自身も重度の火傷を負い、その傷痕のケロイドが今でも顔を含む身体の右半身に広範囲に残っている。この火傷の痕を他人に見られることを極度に恐れ、人目を避けて社会を拒絶した生活を送ってきた。彼女は濃紫色のロングヘアーで顔の右半分を覆い隠すような髪型となっていて、現在は（彼女の傷痕を直接視認出来ない）リリーのみが彼女の唯一の信用できる友人であり、久夫を含むクラスメイトともほとんど接点を持つことがない。図書室での読書が趣味であり、決して不真面目ではないが、あまりにも内向的な性格のために授業を抜け出して図書館に引きこもってしまうこともある。そしてそれは担任の武藤からも（半ば諦めに近い形で）黙認されている。また、そうしたクラス内での立ち場が災いし、静音やミーシャからは疎んじられている。普段殆ど他者と交流することがないためか、腕は少々なまっているようであるが、チェスに代表されるボードゲームやビリヤードのような室内競技の経験が豊富でスキルも高い。メインヒロイン5人の中では唯一外見機能のみの障害であり、元ネタのイラストと比較するとより痛々しい外見になっている。自分の恐れに向き合える?という台詞が彼女の主要なテーマでもある。
砂藤 リリー（さとう リリー）
視覚障害者が主体の3-2組の女生徒。外国人とのハーフでメインヒロイン5人の中で最も長身かつ豊胸（※ただし、ウエストは61cmとややふっくら）で、青い瞳とブロンドのポニーテールを持つ。先天性の盲目であり、常に白杖を携えている。性格は優しく責任感があり、3-2組の学級委員長を務めている。紅茶が趣味で、非常に上品ながらも親しみやすい人柄のため、女性嫌いで引きこもりの健二ですら彼女からの要請には渋々ながらも応じているほどである。華子の親友（華子の性格上、保護者のような立場でもある）であり、優子とも仲が良いが、落ち着いてゆったりと指揮を執る指導者としての方向性の違いや、何よりも互いに直接意思の疎通ができないゆえに静音とは折り合いが良くない。山久高校に転入する前は厳格な校則の女子校に通っており、その当時は姉の晃と同居生活を送っていた。盲目である反面、聴覚や触覚は研ぎ澄まされていて、一緒にいる相手の体調や心理状態の変化を察する鋭敏さは健常者と同等かそれ以上。私が見ているもの、あなたにも見える?という台詞が彼女の主要なテーマでもある。名前の由来はユリの英語名からであるが、百合＝レズビアンの暗喩も意味しているという。
手塚 琳（てづか りん）
先天性の障害と、それに伴う手術によって短腕となっている。美術部に所属し、口や足を巧みに操り、日常生活や絵画などの芸術活動を行っている。足を腕代わりにする関係上、スカートではなく男子用の制服を着用しており、赤毛のショートヘアのため、男子と間違われることもある。本人は身体の欠損を表面上は気に留めてもおらず、逆に自身の身を案じる他者を煙に巻くような会話をすることも多い。また、思索を深めることを好む反面、自分の考えを整理して分かり易い言葉で他人に伝えるのは苦手。そのため周囲からは「良くも悪くも変わり者である」と認識されており、リリーですらも琳とは深く対話することは難しいと悩むほどである。そして、この様な性格は、琳自身が自己表現の場を会話や文章ではなく絵画に求めていることとも関係が深い。寮では笑美と向かい部屋であり、日常生活で助け合うことも多いためか、とても仲が良い。学園祭で展示する巨大な壁画を一人で手掛けているが、マイペースでつかみ所のない性格が災いして静音やミーシャをいら立たせる要因ともなっている。今を楽しんでる?という台詞が彼女の主要なテーマでもある。名前の由来は手塚治虫から。
羽加道 静音（はかみち しずね）
久夫のクラスメイトの一人で、生徒会長を務めている。ダークブルーのショートヘアを持つ眼鏡っ子。リリーに次ぐ巨乳の持ち主。聾唖者であり会話ができず、発声をすることもない。周囲との意思疎通は主に手話をミーシャに音訳してもらう形で行っている。その為、物語上ミーシャは常に静音の側に寄り添って行動する形になっている。意志が強く指導力があり、物事を率先して仕切ることやリーダーとしての活動が非常に得意。思考や決断が迅速で、生徒会を事実上一人で切り盛りしているが、久夫を生徒会に引き込むための悪知恵をミーシャと共に巡らせるいたずら好きな側面も隠し持っている。大貧民やペーパーフットボール等のテーブルゲームを得意としており、特にボードゲームのリスクに造詣が深い。加えて非常に負けず嫌いな性格でもある。このような人柄のためか、互いに高い統率力を持ちながらも指導者としての方法論が全く異なるリリーとは折り合いが非常に悪い。また、クラスに溶け込むことを頑なに拒み、リリーに従う華子に対して、辛辣な態度を見せることもある。あなたの考え、教えてくれる?という台詞が彼女の主要なテーマでもある。名前の由来は「静寂と音」＝聾の比喩から。
御門 "ミーシャ" 椎名（みかど ミーシャ しいな）
久夫のクラスメイトの一人。「ミーシャ」とは彼女が自称するあだ名であり、ミドルネームではない。静音の手話通訳を担当し、生徒会の唯一の構成メンバーでもある。ピンク色の縦ロールと金色の瞳を持つ快活な少女で、陽気で茶目っ気があり、本音を隠さない性格。そのためか、彼女に振り回される形で、周囲の人物（特に武藤）が頭を抱えることもしばしばのようである。元ネタのイラストには元々存在しなかったオリジナルキャラクターであり、静音の通訳としての役割しか持たないためか、メインキャラクター格でありながらも攻略対象のヒロインとしては扱われておらず、単独シナリオも存在しない。しかし、転校してきたばかりの久夫に積極的に声をかけ、生徒会に久夫を迎え入れたい静音の悪巧みにも率先して協力するなど、物語上では非常に大きな役割を果たしていくことになる。後述のクラスメイトの設定上は特別な障害は明記されていないが、英語版では単独行動時に垣間見える性格や言動などから注意欠陥・多動性障害（ADHD）や強迫性障害（OCD）を患っている可能性を指摘されている。
瀬藤 健二（せとう けんじ）
引きこもり予備群の眼鏡少年。極度の近視のため、視覚障害者扱いでリリーと同じ3-2組に所属している。しかし、日頃はほとんど登校することもなく自室でいつもフェミニズム運動についての陰謀論を展開している。寮では久夫と向かい部屋であり、（久夫は全く望んでもいないことであるが）「反フェミニストとして共闘できる同志」が身近にできたことを喜んでいる。
ナース
山久高校の保健職員で、看護師長の肩書を持つ男性看護師である。「ナース」は職名で、氏名は明らかにされていない。陽気な性格で思いやりにあふれ、自分の仕事にプライドを持っている。障害があっても適度な運動が大切というのが持論で、陸上部の笑美とも仲が良い。彼の企みにより久夫は笑美とスポーツを通じて接点を持つことになる。なお、彼の人物像と笑美との関係については、4chanに投稿された「交通事故で身体切断の障害を負った子供を担当した、実在する無名の看護師の体験談」が元になっているという。
武藤 昭夫（むとう あきお）
3年3組の担任教師、学科は科学担当。現実に関心を持たず、生徒の名前を含む「どうでもいいこと」を無視する性格。（自らに深く関与されることを望まない）華子の不登校やサボタージュを黙認する反面、久夫に対しては社会に出た後のことまで考えて勉学に励むよう諭すなど、決して無気力冷淡というわけではない。
白川 優子（しらかわ ゆうこ）
図書室の司書で、リリーや華子と仲が良い大学生。司書の仕事と生徒たちに人気のカフェでのアルバイトの掛け持ちで学費を稼いでいる。ドジで不器用な性格であることを気に病んで落ち込むことがあり、周囲を困惑させる反面、自分や周囲の障害にどう向き合えばいいのか悩む久夫に思わぬ観点からアドバイスを与えられるだけの思考の柔軟さも持ち合わせている。

### その他のキャラクター

#### オープニングのみ
岩魚子（いわなこ）
久夫の障害が発現する前の元クラスメイト。ある冬の夜、雪の降る屋外で久夫に告白しようとするが、久夫の病状の発現と長期入院、そして転校により成就出来ないまま縁が絶えることとなった。

#### Act.1より登場する人物
砂藤 晃（さとう あきら）
リリーの姉。社会人であり、ショートカットの髪形に加えてビジネススーツを着込んでいるため男性のように見える。リリーが寮に入る以前は彼女と同居していた。家事はあまり得意ではないらしい。
野宮　紳一（のみや　しんいち）
美術部の顧問教師。恰幅の良い初老の紳士で、琳の芸術性をとても高く評価している。

#### Act.2より登場する人物
西園寺 さえ（さいおんじ さえ）
野宮先生の美術学校時代の同僚で、画廊の所有者。野宮先生からの依頼に応え、琳を芸術家として世に出す手助けをする。
羽加道 秀明（はかみち ひであき）
静音の弟。いわゆる『男の娘』で、柄物のストッキングと髪の毛のリボンが外見上の特徴。負けん気が強い、論理的思考に優れる反面相手の立場・心理への配慮に欠ける、という性格は姉である静音の性格とも共通する。
羽加道 治五郎（はかみち じごろう）
静音の父でコンサルタント。筋肉質の大男で髭面・長髪・日本刀が特徴。思い込みが激しく、自分の意向を周囲に押し付ける悪癖を持つ。
茨崎 芽衣子（いばらざき めいこ）
笑美の母親。笑美をそのまま長身・大人にしたような容貌の女性で、外見のみならず快活で社交的な人柄の面でも笑美との共通点が多い。笑美の心身の状態についてナースと頻繁に連絡を取っている。

#### 3-3組の生徒達
Act.1で久夫が自己紹介をする際にクラスの俯瞰CG内に登場する生徒たち。彼ら一人一人にも設定と名前が存在するとのことであるが、正確な日本語表記は現在の処不明である。まれに開発ブログで開発経過を示すイラストにこれらの生徒がスタッフ役として起用される場合もあり、ファンアートでは彼らが登場キャラクターに起用される例もしばしば見られる。
Natsume Ooe（おおえ なつめ）
3列目の左端の女生徒。眼鏡をかけており、外見上はオッドアイである。設定では新聞部に所属し、関節リウマチと右目の弱視を患っている。名前の由来は小説家の大江健三郎、夏目漱石から。
Naomi Inoue（いのうえ なおみ）
3列目の左から2番目（華子の右隣）の女生徒。ブロンドのショートヘア。新聞部に所属し、てんかんを患う。名前の由来は声優の井上直美から。
Akio Hayashi（はやし あきお）
3列目の左から4番目（華子の左隣）の男子生徒。登場時には眠っているかのように眼を閉じている。文学部に所属し、骨粗鬆症を患う。
Ritsu Tainaka（たいなか りつ）
3列目の左から5番目の女生徒。静音の姿に隠れてしまっているが、ヘアバンドを付けていて、窓の外を見つめている。手根管症候群を患う。名前の由来はけいおん!の登場キャラクター田井中律から。
Taro Arai（あらい たろう）
3列目右端の男子生徒。肥満体で居眠りをしている。特定四肢の脳性麻痺（en:Monoplegia）を患う。
Misaki Kawana（かわな みさき）
2列目の左端の女生徒。黒毛の長髪で机の上には本が一冊置かれている。写真部に所属、外見上は判別しがたいが脊椎側彎症を患う。名前の由来はONE 〜輝く季節へ〜の登場キャラクター川名みさきから。
Lelouch Lamperouge（ルルーシュ・ランペルージ）
2列目の左から2番目の男子生徒。文学部に所属し、失語症を患う。完成版リリースの際に彼のみCGが差し替えられているが、名前と設定の変更もあったのかは不明。名前の由来はコードギアスの同名キャラクターから。
Takashi Maeda（まえだ たかし）
2列目の左から3番目（静音の右隣）の男子生徒。右耳に絆創膏が貼られており、帽子をかぶっている。美術部に所属し、耳鳴りを患う。
Haruhiko Suzumiya（すずみや はるひこ）
1列目の左端の男子生徒。陸上部に所属し、血友病を患う。名前の由来は涼宮ハルヒの憂鬱の登場キャラクター涼宮ハルヒの二次創作における性転換キャラクター。
Ikuno Komaki（こまき いくの）
1列目の左から2番目の女生徒。2型糖尿病を患う。名前の由来はToHeart2の登場キャラクター小牧郁乃から。
Miki Miura（みうら みき）
1列目の左から3番目の女生徒。浅黒い肌で隻腕のため、欠損した左手に包帯が巻かれている。陸上部所属で短距離走の学年記録保持者。
Suzu Suzuki（すずき すず）
1列目の左から4番目の女生徒。左足にサポーターを付けており、机に突っ伏して居眠りをしている（障害の症状が出ているわけではないようである。）。文学部に所属し、ナルコレプシーを患う。名前の由来はライトノベル作家鈴木鈴から。
Lezard Valeth（レザード・ヴァレス）
1列目の左から5番目の男子生徒。文学部所属で鎌状赤血球症を患う。名前の由来はヴァルキリープロファイルの同名キャラクターから。
Molly Kapur（モーリー・カプール）
1列目右端の女子留学生。ルルーシュやレザードと異なり、彼女のみインド人と、外国人であることが明記されている。笑美と同様に両脚を欠損し、義足を付けている。

## 主要スタッフ
開発終了段階での主要スタッフは21人とされている。
- Aura：シナリオリーダー、ゲームデザイナー、琳ルート執筆
- delta：プログラムリーダー、UIデザイナー
- cpl_crud：華子ルート執筆、元プロデューサー
- TheHivemind：笑美ルート執筆
- Anonymous22：静音ルート執筆
- Suriko：リリールート執筆、現プロデューサー

- Kagami：編集
- Losstarot：編集
- Silentcook：編集、翻訳

- Pimmy：作画（Ambi07に代わり茨崎笑美を担当）
- moekki：作画（羽加道静音）
- raemz：作画（池沢華子）
- Doomfest：作画
- gebyy-terar：作画
- Kamifish：作画（手塚琳、御門「ミーシャ」椎名）
- Raide：作画（砂藤リリー）
- yujovi：背景写真
- NicolArmarfi：音楽
- Mike Inel：アニメーション（オープニング、Act.2導入部）

### かつて参加していたスタッフ
- Ismuth：編集 （Act1リリース後にプロジェクト離脱）
- Ambi07：作画 （Act1初版リリース時の茨崎笑美を担当、現在はプロジェクト離脱）
- Blue123：音楽（現在はプロジェクト離脱）

## その他
開発スタッフはほぼ非日本人であるが、スタッフは日本で血液型が性格に反映されるとの説が一定の支持を得ていることを鑑みて日本の血液型性格分類の類をキャラクター設定にフィードバックしているのだという。また、スタッフのほとんどが非日本人であるために、キャラクターの姓名や地名に関しては、有名アニメーションのオマージュや日本の命名規則ではあまり見られない当て字を含むものとなっている。
シナリオは、最初のドラフト段階で470000語に達し、最終的には英語版ベースでAct.1のみで96000ワード、完成版は約500000ワードとなったという。開発チームによると、この数字は指輪物語小説版とほぼ匹敵するワード量としている。
さらに、「かたわ」との語句が特に日本で大きなセンセーションを呼んだことについて「悪意をもってこの命名をしたわけではない。不快感を持たれたとしたらお詫びする」と表明している。ただし、この表記は原案である本庄雷太のイラストの時点ですでに使われている。
プロジェクトの参加者はライター・イラストレーター共に流動的であり、各キャラクターの立ち絵についても担当者の在籍状況によっていくつかの変化が見られる。

## リリース状況
現時点では完成版のほかに、ストーリー前半部分のAct.1が体験版としてリリースされている。体験版のバージョンは1から5まであり、各バージョン間の違いは主に言語の追加であるが、キャラクター立ち絵の全面変更などの大きな改正も経過している。完成版については、Ver1.0以降の更新は、原則として新言語への対応と既存テキストの僅かな修正を除いては、殆ど差異はない物とされている。なお、公式サイトに表立ったリンクは貼られていないが、過去のバージョンは全て公式サイトのドメイン上からダウンロードが可能である。
- Act.1: 2009年4月29日リリース、最初の体験版。英語とイタリア語に対応。Windows / Mac OS X / Linux版の3種類[21]。
- Act.1 Ver.2: 2009年12月13日リリース、中国語（繁体字/簡体字）への対応といくつかのバグフィックス[22]。
- Act.1 Ver.3: 2010年5月14日リリース、日本語への対応[23]と、笑美・優子のイラストの全面更新。このリリースが最後の大規模なキャラデザイン変更となる[24]。
- Act.1 Ver.4: 2010年6月25日リリース、フランス語への対応といくつかのバグフィックス[25]。
- Act.1 Ver.5: 2011年4月16日リリース、ロシア語、ドイツ語、ハンガリー語への対応といくつかのバグフィックス[26]。

- 完成版 Ver1.0: 2012年1月4日リリース。最初の正規版。英語のみ対応。Windows / Mac OS X / Linux版の3種類。（Mac OS X Lionのみフルスクリーン機能が使えない不具合を残したままのリリースとなる。Universal Binaryで、Power PCは引き続き動作対象となっている。）[27]
- 完成版 Ver1.1: 2013年7月8日リリース。フランス語への対応、BGMの一部差し替え、OSX向けのRen'Pyエンジンを6.15にアップデート(これによりフルスクリーン表示の問題は解消されたが、Power PCは動作対象から外れた[28])等[29]。
- 完成版 Ver1.1.1: 2013年7月30日リリース。OSX向けのバグフィックス[30]。
- 完成版 Ver1.2: 2014年7月28日リリース。スペイン語への対応[31]。
- 完成版 Ver1.2.1: 2014年8月2日リリース。OSX向けのバグフィックス[32]。
- 完成版 Ver1.3: 2015年4月1日リリース。日本語に正式対応[3]。
- 完成版 Ver1.3.1: 2015年6月7日リリース。いくつかのバグフィックス。このバージョンが公式な最終版となり、以降のサポートは提供されないことが発表された。なお、同時に、独自の翻訳版をゲーム内に追加する方法が公開される。